# Ханжино
Ханжино — село в Красноармейском районе Челябинской области России. Входит в состав Берёзовского сельского поселения.

## География
Село находится на северо-востоке Челябинской области, в лесостепной зоне, на перешейке между озёрами Чёрным и Горьким, на расстоянии 21 километра (по прямой) к югу от села Миасского, административного центра района. Абсолютная высота 185 метров над уровнем моря.

## Население
| 2002 | 2010 |
| ---- | ---- |
| 308  | ↗316 |

Гендерный состав
По данным Всероссийской переписи населения 2010 года в гендерной структуре населения мужчины составляли 44,3 %, женщины — 55,7 %.
Национальный состав
Согласно результатам переписи 2002 года, в национальной структуре населения русские составляли 85 %.

## Улицы
Уличная сеть села состоит из семи улиц и одного переулка.